# Дермильов Олександр Степанович
Дермильов Олександр Степанович (нар. 24 січня 1924 — 7 липня 1989) — заслужений будівельник УРСР, кавалер орденів Трудового Червоного Прапора і «Знак Пошани»

## Життєпис
Народився 24 січня 1924 року в селі Нові Вирки. Після закінчення 10 класів у Донбасі навчався в школі майстрів — десятників, потім працював старшим майстром на Ясиноватському заводі метлахівської плитки.
Трудову діяльність присвятив будівництву. Був майстром високої кваліфікації, бригадиром комплексної бригади мулярів ПМК — 77 тресту «Сумисільбуд».
Помер 7 липня 1989 року.

## Нагороди та відзнаки
- орден Трудового Червоного Прапору
- орден «Знак Пошани»
- звання «Почесний громадянин міста Білопілля»